# Sądzi Kryże – będą krzyże

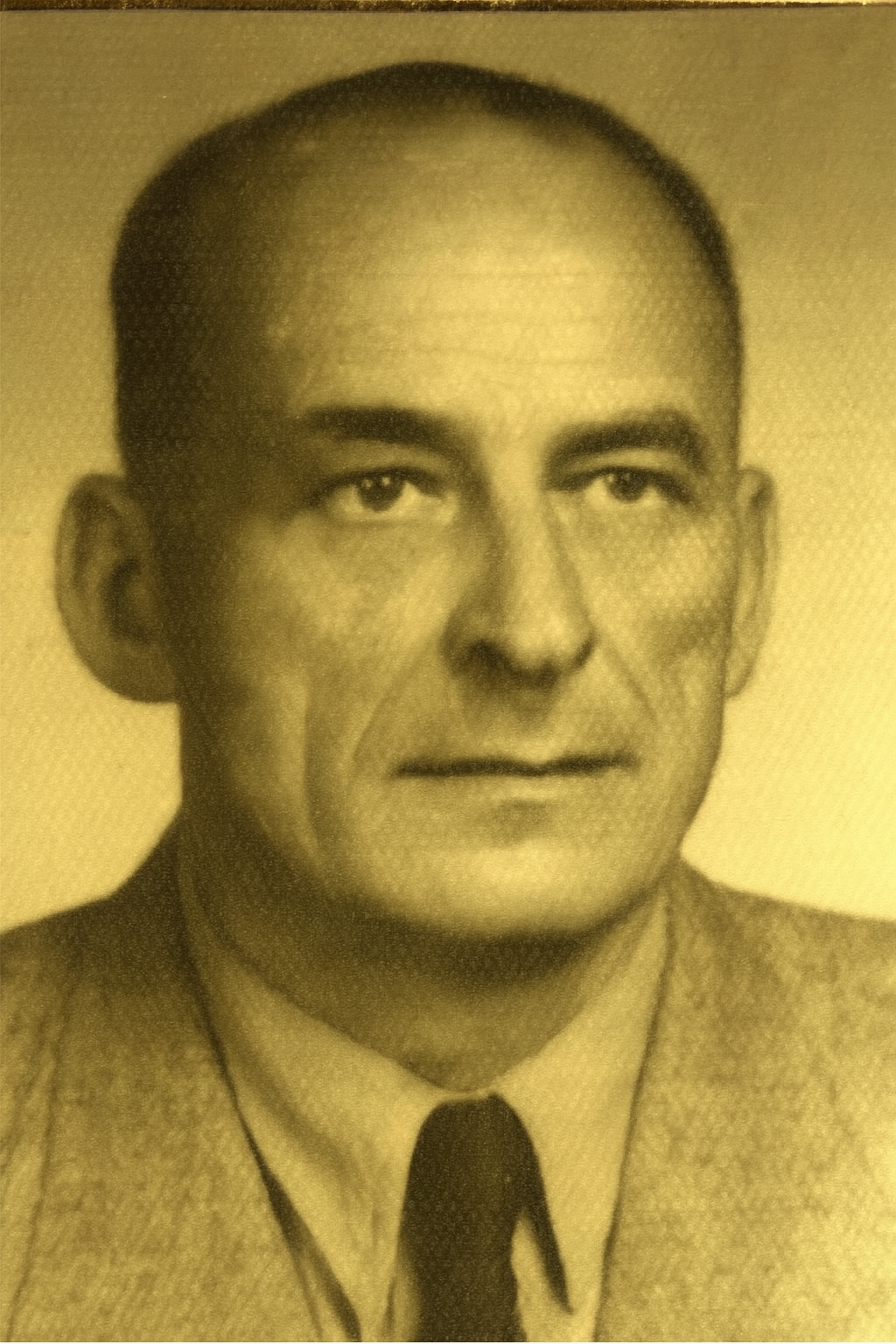
Roman Kryże – sędzia PRL, od którego nazwiska pochodzi powiedzenie

Sądzi Kryże – będą krzyże – powiedzenie nawiązujące do czasów PRL, odzwierciedla niezwykłą surowość wyroków wydawanych przez sędziego Romana Kryżego, nieproporcjonalną do zarzucanych oskarżonym czynów. Sędzia Roman Kryże orzekał w procesach politycznych. Jest m.in. sprawcą mordów sądowych na Witoldzie Pileckim i Stanisławie Wawrzeckim.
Powiedzenie to zostało użyte po raz pierwszy w latach 60. XX wieku.  Używali go adwokaci, między innymi mecenas Władysław Siła-Nowicki broniący więźniów politycznych w pokazowych procesach organizowanych przez władze komunistyczne. O sędzim Kryżem mówiono, że ma swój prywatny cmentarz na warszawskim Służewie.